# 皱壳箭竹
皱壳箭竹（学名：Fargesia pleniculmis）为禾本科箭竹属下的一个种。

## 扩展阅读
- 維基物種上的相關：皱壳箭竹